# Władysław Frasyniuk

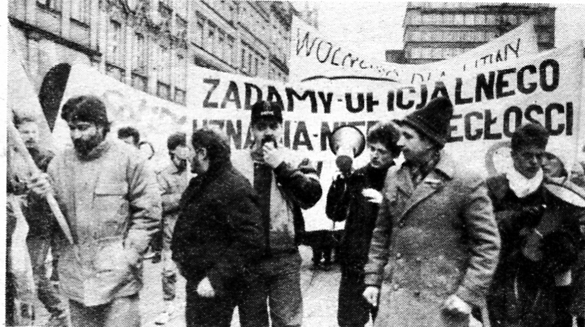
Władysław Frasyniuk (pierwszy z lewej) podczas demonstracji na wrocławskim rynku po wydarzenia styczniowych na Litwie (1991)

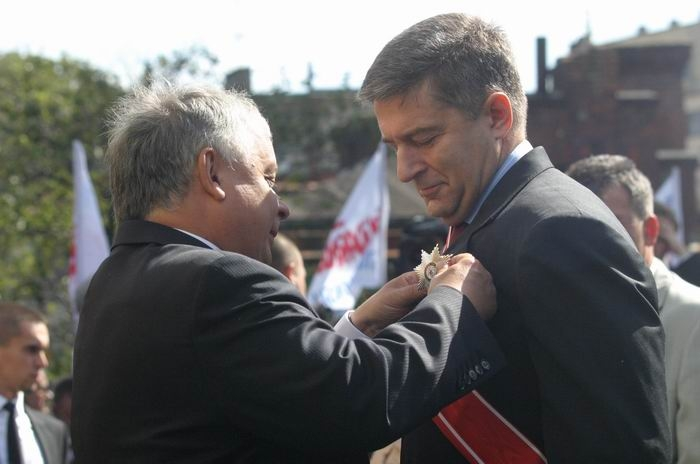
Prezydent Lech Kaczyński wręcza Władysławowi Frasyniukowi Krzyż Wielki Orderu Odrodzenia Polski w 26. rocznicę wydarzeń sierpniowych z 1980 (2006)

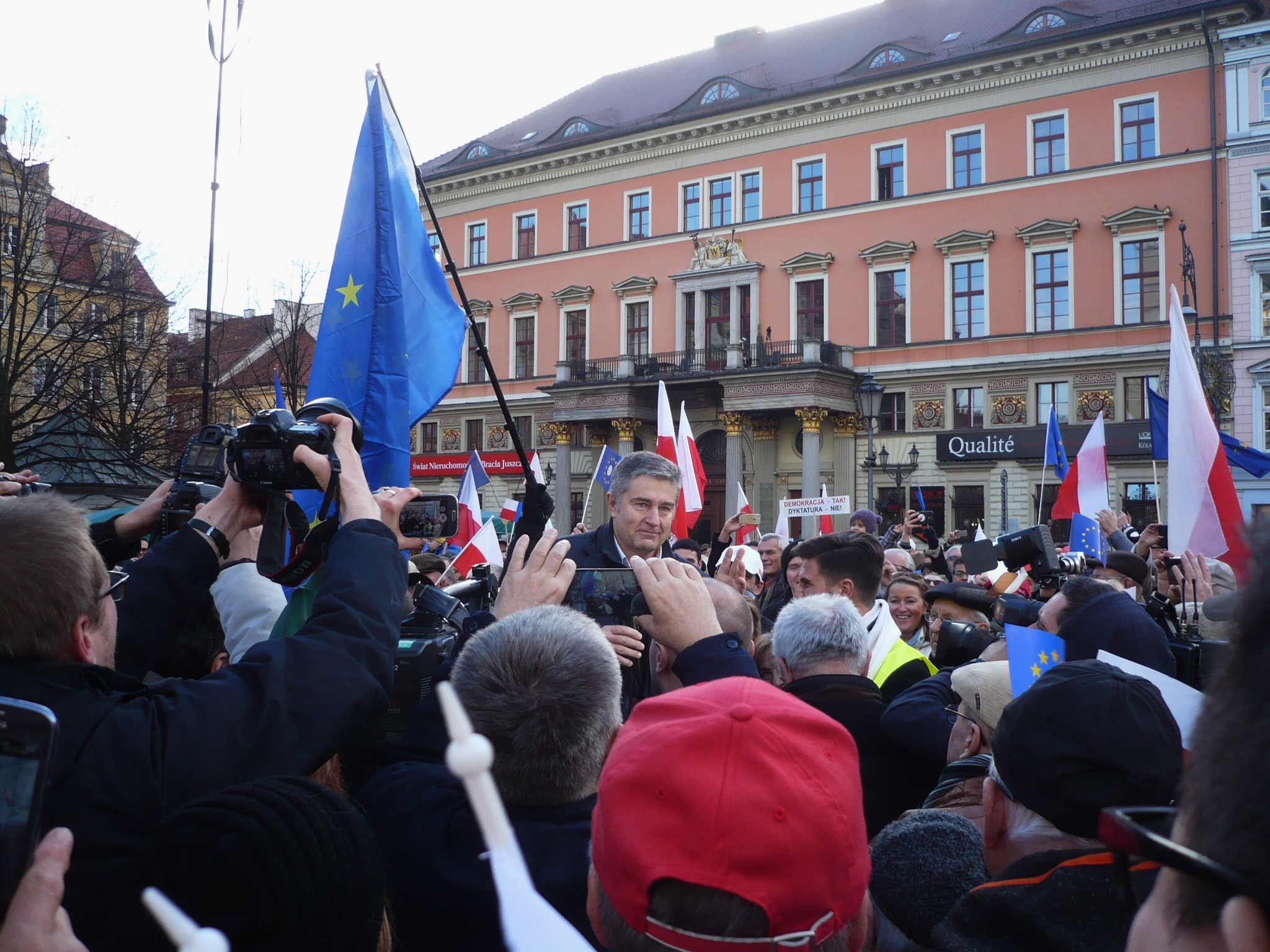
Władysław Frasyniuk na demonstracji KOD we Wrocławiu (2015)

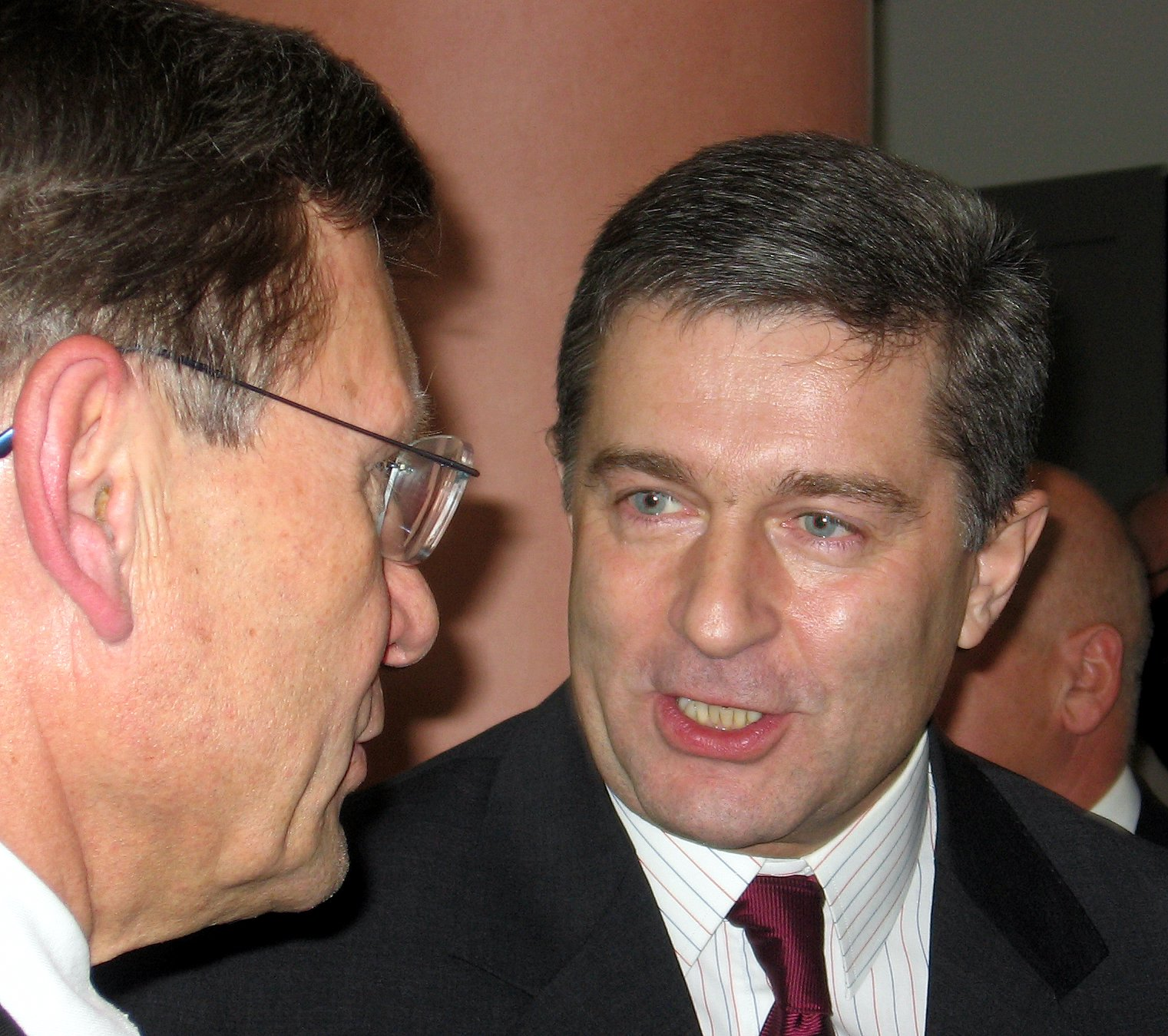
Leszek Balcerowicz i Władysław Frasyniuk (2006)

Władysław Frasyniuk (ur. 25 listopada 1954 we Wrocławiu) – polski związkowiec, przedsiębiorca i polityk, działacz opozycji demokratycznej i więzień polityczny w PRL. Przewodniczący Ruchu Obywatelskiego Akcja Demokratyczna (1990–1991), Unii Wolności (2001–2005) oraz Partii Demokratycznej (2005–2006), poseł na Sejm I, II i III kadencji.
W sierpniu 1980 był uczestnikiem strajku we wrocławskim MPK. Został następnie członkiem Niezależnego Samorządnego Związku Zawodowego „Solidarność”, Komitetu Obrony Więzionych za Przekonania, Krajowej Komisji Porozumiewawczej i Komisji Krajowej „Solidarności”, a także przewodniczącym zarządu Regionu Dolny Śląsk związku.
Po wprowadzeniu stanu wojennego uniknął aresztowania. Zaangażował się w tworzenie podziemnej „Solidarności”. Został członkiem Tymczasowej Komisji Koordynacyjnej, która pełniła rolę kierownictwa podziemnych struktur związku. Zatrzymany w październiku 1982, więziony w latach 1982–1984 oraz 1985–1986, łącznie przez ponad trzy i pół roku. W 1989 uczestniczył w obradach Okrągłego Stołu, był członkiem Komitetu Obywatelskiego „Solidarność”. Po przemianach politycznych w latach 1991–2001 z ramienia UD i UW przez trzy kadencje sprawował mandat poselski.

## Życiorys

### Wykształcenie i praca zawodowa
Jego matka pochodziła z zamożnej rodziny warszawskiej. Jego ojciec Stanisław wywodził się z Małopolski, dokąd jego ojciec Dymitr (pochodzenia ukraińskiego) wyemigrował z rodziną z Kresów Wschodnich. Władysław Frasyniuk w 1974 ukończył Technikum Samochodowe we Wrocławiu. W latach 1974–1976 odbywał zasadniczą służbę wojskową. W latach 1976–1978 pracował jako kierowca w przedsiębiorstwach transportowych PKS i Transbud. Od 1978 zatrudniony we wrocławskim MPK.
W 1993 został udziałowcem spółki z o.o. FF Fracht.

### Działalność polityczna do 1989
W sierpniu 1980 był uczestnikiem strajku w MPK w Zajezdni nr 9. Następnie wstąpił do Niezależnego Samorządnego Związku Zawodowego „Solidarność”. Od grudnia 1980 członek ogólnopolskiego Komitetu Obrony Więzionych za Przekonania. W 1981 był delegatem na I Wojewódzki Zjazd Delegatów Regionu Dolny Śląsk, a także delegatem na I Krajowy Zjazd Delegatów związku w Gdańsku. Od czerwca do października 1981 był członkiem Krajowej Komisji Porozumiewawczej, następnie zasiadał w Komisji Krajowej. 30 czerwca 1981 został przewodniczącym zarządu regionu.
Po wprowadzeniu stanu wojennego uniknął zatrzymania w sopockim Grand Hotelu. W latach 1981–1982 kierował niejawnym Regionalnym Komitetem Strajkowym NSZZ „Solidarność” Dolny Śląsk. W 1982 i ponownie od 1986 do 1987 wchodził w skład Tymczasowej Komisji Koordynacyjnej.
5 października 1982 został aresztowany. 25 listopada tego samego roku skazany wyrokiem Sądu Wojewódzkiego we Wrocławiu na karę 6 lat pozbawienia wolności. Osadzony był w Zakładzie Karnym w Barczewie (uczestniczył w proteście o status więźnia politycznego, skazany został wyrokiem Sądu Rejonowego w Olsztynie na 10 miesięcy pozbawienia wolności za obrazę naczelnika więzienia) oraz w Zakładzie Karnym w Łęczycy. 27 lipca 1984 został zwolniony na mocy amnestii.
31 sierpnia 1984 został zatrzymany i następnie skazany przez kolegium do spraw wykroczeń na 2 miesiące aresztu, osadzony w Areszcie Śledczym we Wrocławiu, zwolniony 31 października tegoż roku. 13 lutego 1985 został aresztowany (wraz Bogdanem Lisem i Adamem Michnikiem) w Gdańsku po spotkaniu z Lechem Wałęsą. Wyrokiem Sądu Wojewódzkiego w Gdańsku skazany został na 3 lata i 6 miesięcy pozbawienia wolności, zwolniony we wrześniu 1986 na mocy amnestii.
W latach 1987–1990 przewodniczył Regionalnej Komisji Wykonawczej, do 1989 był członkiem Krajowej Komisji Wykonawczej, następnie przez rok należał do prezydium związku. W 1989 brał udział w plenarnych rozmowach Okrągłego Stołu. Był członkiem Komitetu Obywatelskiego „Solidarność”. Nie kandydował do Sejmu kontraktowego.

### Działalność polityczna od 1989
Na początku lat 90. zasiadał w radzie miasta Wrocławia. W latach 1991–2001 z ramienia UD i UW przez trzy kadencje sprawował mandat poselski. W I kadencji należał do Komisji Systemu Gospodarczego i Przemysłu, w II był członkiem Komisji Przekształceń Własnościowych, w III kadencji pracował jako wiceprzewodniczący Komisji Regulaminowej i Spraw Poselskich oraz członek Komisji Skarbu Państwa, Uwłaszczenia i Prywatyzacji. W 2001 ubiegał się o reelekcję, jednak UW nie uzyskała mandatów w Sejmie. W wyborach w 2002 bez powodzenia ubiegał się o urząd prezydenta Wrocławia. Bezskutecznie kandydował także w wyborach uzupełniających do Senatu w 2004 (zajął 3. miejsce na 10 kandydatów) i w parlamentarnych ponownie do Sejmu w 2005.
Był współzałożycielem Ruchu Obywatelskiego Akcja Demokratyczna, w którym objął stanowisko przewodniczącego. W 1991 przystąpił do Unii Demokratycznej, przez dwa lata był jej wiceprzewodniczącym. W 1994 został członkiem Unii Wolności, w 1999 objął funkcję przewodniczącego dolnośląskich struktur wojewódzkich. Od 2001 do 2005 był przewodniczącym Unii Wolności. W 2005 został jednym z inicjatorów i liderów (razem z Jerzym Hausnerem i Tadeuszem Mazowieckim) przekształcenia UW w Partię Demokratyczną. Kierował tym ugrupowaniem do 4 marca 2006. W grudniu 2009 odszedł z PD. W wyborach prezydenckich w 2010 popierał Andrzeja Olechowskiego.
10 czerwca 2017 wraz z działaczami organizacji Obywatele RP usiadł na drodze przejścia uczestników tzw. miesięcznicy smoleńskiej. Między blokującymi przemarsz a policjantami doszło do przepychanek; funkcjonariusze ostatecznie przenieśli na bok m.in. Władysława Frasyniuka. Polityk twierdził później w mediach, że „policjant był dość agresywny”, a obywatele mają prawo do demonstracji. W związku z tymi zajściami zarzucono mu następnie popełnienie wykroczenia przeszkadzania w przebiegu niezakazanego zgromadzenia, a także zarzucono naruszenie nietykalności cielesnej dwóch policjantów. Władysław Frasyniuk nie stawił się dwukrotnie do Warszawy celem przesłuchania przed prokuratorem. 14 lutego 2018 został zatrzymany z użyciem kajdanek, doprowadzony do siedziby Prokuratury Rejonowej w Oleśnicy. Po przedstawieniu mu zarzutu i przesłuchaniu (Władysław Frasyniuk nie przyznał się i odmówił składania wyjaśnień) został zwolniony tego samego dnia. W maju 2018 Sąd Rejonowy dla Warszawy-Mokotowa po rozpoznaniu zażalenia uznał legalność zatrzymania, jednocześnie uznał, że zastosowanie wówczas wobec polityka kajdanek było bezprawne. W lipcu 2019 Sąd Rejonowy dla Warszawy-Śródmieścia uznał, że Władysław Frasyniuk dopuścił się naruszenia nietykalności cielesnej policjantów i postępowanie karne w tej sprawie warunkowo umorzył na okres roku próby. W marcu 2020 sąd odwoławczy uchylił ten wyrok i umorzył postępowanie, oceniając, że społeczna szkodliwość czynu była znikoma.

### Działalność społeczna
- 1993 – członek Rady Fundatorów Międzynarodowej Fundacji „Wratislavia Cantans”
- 1993 – prezes Stowarzyszenia na Rzecz Dzieci
- 1998 – prezes sekcji bokserskiej Klubu Sportowego Gwardia Wrocław

## Wyniki wyborcze
| Wybory | Komitet wyborczy | Komitet wyborczy                    | Organ           | Okręg             | Wynik           |
| ------ | ---------------- | ----------------------------------- | --------------- | ----------------- | --------------- |
| 1991   |                  | Unia Demokratyczna                  | Sejm I kadencji | nr 11             | 38 186 (10,55%) |
| 1993   | Sejm II kadencji | Unia Demokratyczna                  | nr 50           | 12 715 (4,52%)    |                 |
| 1997   |                  | Unia Wolności                       | nr 50           | Sejm III kadencji | 37 750 (9,18%)  |
| 2001   | Sejm IV kadencji | Unia Wolności                       | nr 3            | 12 572 (3,00%)    |                 |
| 2002   | Unia Samorządowa | Prezydent Miasta Wrocławia          | –               | 18 374 (11,23%)   |                 |
| 2004   | Unia Wolności    | Senat V kadencji                    | nr 3            | 8 797 (14,75%)    |                 |
| 2005   |                  | Partia Demokratyczna – demokraci.pl | Sejm V kadencji | nr 3              | 13 086 (3,37%)  |

## Odznaczenia, wyróżnienia i kultura masowa
Ordery i odznaczenia
- 1990 – Krzyż Kawalerski Orderu Odrodzenia Polski (zarządzeniem prezydenta RP na uchodźstwie Ryszarda Kaczorowskiego)[21]
- 2006 – Krzyż Wielki Orderu Odrodzenia Polski (postanowieniem prezydenta Lecha Kaczyńskiego, za wybitne zasługi w działalności na rzecz przemian demokratycznych w Polsce, za osiągnięcia w pracy zawodowej i społecznej)[22][23]
- 2016 – Kawaler Legii Honorowej[24]

Nagrody i wyróżnienia
- 1995 – indywidualna nagroda „Wielka Wrocławska”
- 1996 – nagroda Towarzystwa Polsko-Indyjskiego w Delhi
- 2011 – tytuł honorowego obywatela Wrocławia[25]
- 2013 – Nagroda im. Andrzeja Wierzbickiego przyznana przez Konfederację Lewiatan[26]
- 2014 – tytuł honorowego obywatela Dolnego Śląska[27]

Kultura masowa
W filmie 80 milionów (2011) w rolę Władysława Frasyniuka wcielił się aktor Filip Bobek. Postać Władysława Frasyniuka pojawiła się również w musicalu 1989 (2022).